# Accord de Québec
Vous lisez un « article de qualité » labellisé en 2023.
Ne doit pas être confondu avec Conférence de Québec (1943).
L'accord de Québec, en anglais Quebec Agreement, est un accord secret entre le Royaume-Uni et les États-Unis signé par Winston Churchill et Franklin Delano Roosevelt le 19 août 1943, pendant la Seconde Guerre mondiale, en marge de la première conférence de Québec, à Québec, au Canada. L'accord définit les conditions du développement coordonné de la science et de l'ingénierie liées à l'énergie nucléaire et plus particulièrement aux armes nucléaires.
L'accord de Québec stipule que les États-Unis et le Royaume-Uni doivent mettre en commun leurs ressources pour développer des armes nucléaires, et qu'aucun des deux pays ne doit les utiliser contre l'autre, ou contre d'autres pays sans consentement mutuel, ni transmettre d'informations à leur sujet à d'autres pays. Il accorde également aux États-Unis le droit de veto sur l'utilisation commerciale ou industrielle de l'énergie nucléaire par les Britanniques après la guerre. L'accord fusionne le projet britannique Tube Alloys avec le projet Manhattan puis crée le Combined Policy Committee pour contrôler le projet. Bien que le Canada ne soit pas signataire de l'accord, celui-ci prévoit la présence d'un représentant canadien au sein du comité compte tenu de la contribution du Canada au projet.
Les scientifiques britanniques réalisent d'importants travaux dans le cadre de la contribution britannique au projet Manhattan et, en juillet 1945, l'autorisation britannique requise par l'accord est donnée pour l'utilisation d'armes nucléaires contre le Japon. Le Hyde Park Aide-Mémoire de septembre 1944 prolonge la coopération anglo-américaine dans la période d'après-guerre. Cependant après la fin de la guerre, l'enthousiasme des Américains pour l'alliance avec le Royaume-Uni se refroidit. Puis la loi McMahon met fin à la coopération technique en contrôlant les données sensibles. Enfin, le 7 janvier 1948, l'accord de Québec est remplacé par un nouvel accord, de modus vivendi, qui autorise un partage limité d'informations techniques entre les États-Unis, le Royaume-Uni et le Canada.

## Contexte

### Tube Alloys
Le neutron est découvert par James Chadwick au laboratoire Cavendish de l'université de Cambridge en février 1932. En avril 1932, ses collègues du Cavendish John Cockcroft et Ernest Walton fendent des atomes de lithium avec des protons. Puis, en décembre 1938, Otto Hahn et Fritz Strassmann, au laboratoire de Hahn à Berlin-Dahlem, bombardent de l'uranium avec des neutrons dont la vitesse a été réduite, et découvrent que du baryum est produit. Hahn écrit à sa collègue Lise Meitner qu'ils ont réussi un fendre un noyau d'uranium. Par analogie avec la fission des cellules, le processus est baptisé « fission »,.

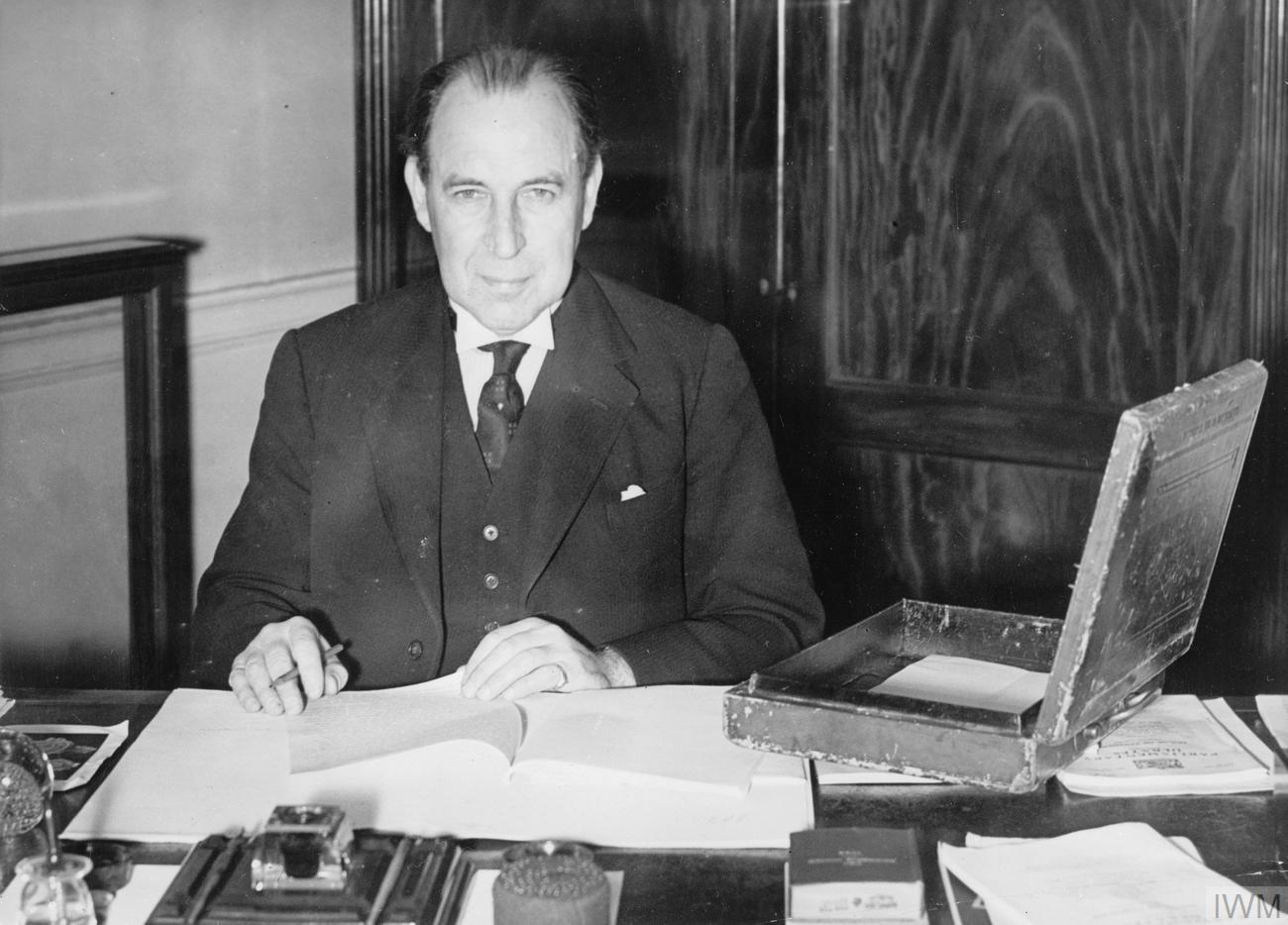
John Anderson, ministre responsable des expériences.

La découverte de la fission donne la possibilité de créer une bombe atomique d'une grande puissance. Le terme « bombe atomique » est déjà familier des Britanniques grâce au roman de H. G. Wells La Destruction libératrice, publié en 1913, qui a connu un grand succès,.
Le Comité de l'étude scientifique de la défense aérienne de Henry Tizard est formé à l'origine pour étudier les besoins de la guerre antiaérienne, mais il s'étend à l'étude de la guerre aérienne en général. En mai 1939, quelques mois avant le déclenchement de la Seconde Guerre mondiale, le comité est chargé de mener des recherches sur la faisabilité des bombes atomiques. Dans ce cadre, George Paget Thomson, un professeur de physique de l'Imperial College London, et Mark Oliphant, physicien australien de l'université de Birmingham, sont chargés de réaliser une série d'expériences sur l'uranium. En février 1940, l'équipe de Thomson ne trouve toujours pas le moyen de créer une bombe atomique.
Cependant, l'équipe d'Oliphant parvient à une conclusion radicalement différente de celle de Thomson. L'équipe délègue la tâche à deux scientifiques réfugiés, respectivement allemand et autrichien, Rudolf Peierls et Otto Frisch, qui n'ont pas l'autorisation de travailler sur les projets secrets de l'université, comme le radar, parce qu'ils sont considérés comme des ennemis. Ils calculent la masse critique d'une sphère métallique d'uranium 235 pur, et découvrent qu'au lieu d'utiliser plusieurs tonnes d'uranium, 1 à 10 kilos seulement suffisent pour créer une bombe atomique aussi puissante que plusieurs milliers de tonnes de dynamite.
Oliphant apporte le mémorandum de Frisch et Peierls à Henry Tizard. En conséquence, la commission MAUD est créée pour approfondir l'enquête avec un effort de recherche intensif au sein de quatre universités. Celle de Birmingham entreprend des travaux théoriques, comme la détermination de la taille de la masse critique nécessaire à une explosion, dirigés par Peierls, avec l'aide d'un autre scientifique allemand réfugié, Klaus Fuchs. Les laboratoires de l'université de Liverpool et de l'université d'Oxford expérimentent différents types de séparation isotopique tandis qu’à Liverpool le groupe de Chadwick s’intéresse à la diffusion thermique, un phénomène observé dans les mélanges de particules mobiles où les différents types de particules présentent des réponses différentes à la force d'un gradient de température, et qu'à Oxford le groupe de Francis Simon étudie la diffusion gazeuse, qui fonctionne sur le principe que, à des pressions différentes, l'uranium 235 diffuserait à travers une barrière plus rapidement que l'uranium 238,. Il est déterminé qu'il s'agit de la méthode la plus prometteuse. Quant au groupe d'Egon Bretscher et Norman Feather de l'université de Cambridge, il cherche à savoir si un autre élément, le plutonium, peut être utilisé comme matière fissile. Grâce à la présence d'une équipe de scientifiques français réfugiés, dirigée par Hans von Halban, Oxford dispose également de la principale source d'eau lourde au monde, ce qui les aide à élaborer une théorie sur l'utilisation de l'uranium pour la production d'énergie.
Plus tard, en juillet 1941, la commission MAUD publie deux rapports détaillés qui concluent que la bombe atomique est non seulement techniquement réalisable, mais qu'elle peut être produite avant la fin de la guerre. Le comité recommande à l'unanimité de poursuivre son développement, tout en admettant que les ressources nécessaires puissent excéder celles dont dispose la Grande-Bretagne,. Cependant, avant même que le rapport ne soit terminé, le Premier ministre, Winston Churchill, est informé de ses conclusions par Frederick Lindemann. Un nouveau projet, connu sous le nom « Tube Alloys », est créé pour coordonner cet effort. John Anderson, président du Conseil, devient le tuteur du projet, et Wallace Akers de Imperial Chemical Industries devient son directeur.

### Premiers efforts américains

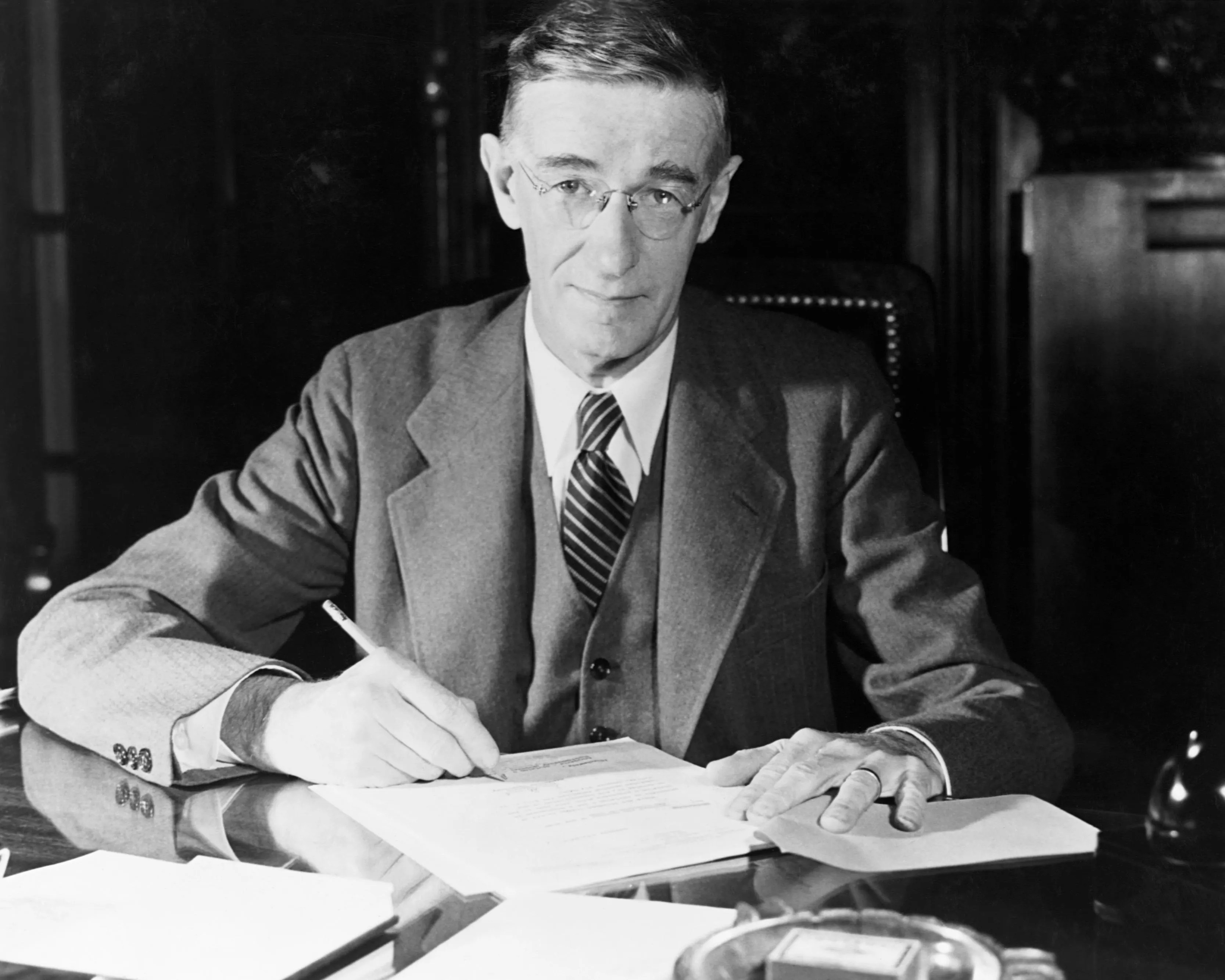
Vannevar Bush, directeur de l'OSRD.

La perspective que l'Allemagne mette au point une bombe atomique inquiète également beaucoup les scientifiques des États-Unis, en particulier les réfugiés de l'Allemagne nazie et d'autres pays fascistes. En juillet 1939, Leó Szilárd et Albert Einstein écrivent une lettre avertissant le président des États-Unis, Franklin D. Roosevelt, du danger si l'Allemagne venait à la concevoir. En réponse, Roosevelt crée un Comité consultatif pour l'uranium en octobre 1939, présidé par Lyman Briggs du National Institute of Standards and Technology. Les recherches se concentrent sur la fission lente pour la production d'énergie, mais avec un intérêt croissant pour la séparation isotopique. Le 12 juin 1940, Vannevar Bush, le président de la Carnegie Institution, et Harry Hopkins, un conseiller clé du président, se rendent auprès du président avec une proposition de création du National Defense Research Committee (NDRC) pour coordonner la recherche atomique. Le NDRC est officiellement fondé le 27 juin 1940, sous la présidence de Vannevar Bush.
Ce dernier organise une réunion clandestine avec deux Britanniques, le air commodore George Pirie et Charles Lindemann, le frère du physicien Frederick Lindemann, pour discuter de l'offre britannique d'un échange d'informations. Bush est favorable à cette proposition et, lors de leur réunion du 8 juillet 1940, il donne des conseils sur la manière de la présenter. Elle est approuvée lors d'une réunion du Cabinet des États-Unis le 11 juillet, et une acceptation officielle est transmise à Lothian le 29 juillet.
Parmi les nombreuses informations que la mission Tizard, une mission scientifique britannique envoyée aux États-Unis pour promouvoir l'échange de données scientifiques et de technologie militaires, rapporte en Amérique figurent des détails sur les délibérations et les activités de la commission MAUD.
Certaines informations de la commission MAUD sont également transmises aux États-Unis par Ralph H. Fowler, l'attaché scientifique britannique au Canada. Cockcroft, membre de la mission Tizard, en apporte davantage. John Cockcroft et Ralph H. Fowler rencontrent le Comité de l'uranium, mais le flux d'informations est largement à sens unique. Cockcroft rapporte que le projet américain de bombe atomique est en retard par rapport au projet britannique. Les travaux menés en Amérique comprennent des recherches menées par Szilard et Enrico Fermi à l'université de Columbia sur la possibilité d'une réaction nucléaire en chaîne contrôlée, des études préliminaires sur la séparation des isotopes par des procédés de centrifugation, de diffusion gazeuse, de diffusion thermique et des efforts pour produire du plutonium dans le cyclotron du laboratoire de l’université de Californie,.
Kenneth Bainbridge, de l'université Harvard, assiste à une réunion de la commission MAUD le 9 avril 1941, et est surpris de découvrir que les Britanniques sont convaincus de la faisabilité technique d'une bombe atomique. Le comité sur l'uranium se réunit à Harvard le 5 mai et Bainbridge présente son rapport. Bush engage un groupe dirigé par Arthur Compton, lauréat du Nobel de physique et président du département de physique de l'université de Chicago pour enquêter. Le rapport de Compton, publié le 17 mai 1941, n'aborde pas en détail la conception ou la fabrication d'une bombe atomique. Au lieu de cela, il soutient un projet d'après-guerre axé sur l'énergie atomique pour la production d'électricité. Le 28 juin 1941, Roosevelt crée le Office of Scientific Research and Development (OSRD), avec Bush comme directeur. La nouvelle organisation englobe la NDRC, désormais présidée par James B. Conant, le président de l'université Harvard. Le Comité de l'uranium devient l'OSRD, mais est rapidement rebaptisé Section S-1 pour des raisons de sécurité,.
La Grande-Bretagne est en guerre, mais pas les États-Unis. Oliphant se rend aux États-Unis à la fin du mois d'août 1941, officiellement pour discuter du programme « Radar », mais en réalité pour découvrir pourquoi les États-Unis ignorent les conclusions de la commission MAUD. Il découvre que les rapports et autres documents envoyés directement à Briggs, du Comité consultatif pour l'uranium, n'ont pas été communiqués à tous les membres de la commission MAUD : Briggs les a enfermés dans un coffre-fort. Oliphant rencontre ensuite William Coolidge, ; Samuel Allison, un collègue de Compton à l'université de Chicago ; Ernest O. Lawrence, le directeur du Radiation Laboratory ; Fermi et Conant pour expliquer la situation. Lors de ces réunions, il parle de la bombe atomique comme si elle existait déjà.
Bush et Conant reçoivent le rapport final de la commission MAUD le 3 octobre 1941. Une fois le rapport reçu, Bush rencontre Roosevelt et le vice-président Henry Wallace à la Maison-Blanche le 9 octobre 1941 et obtient qu'un projet américain de développement de bombe atomique soit engagé,. Deux jours plus tard, Roosevelt écrit à Churchill une lettre dans laquelle il lui propose de procéder à une discussion sur le développement de la bombe atomique.

## Collaboration

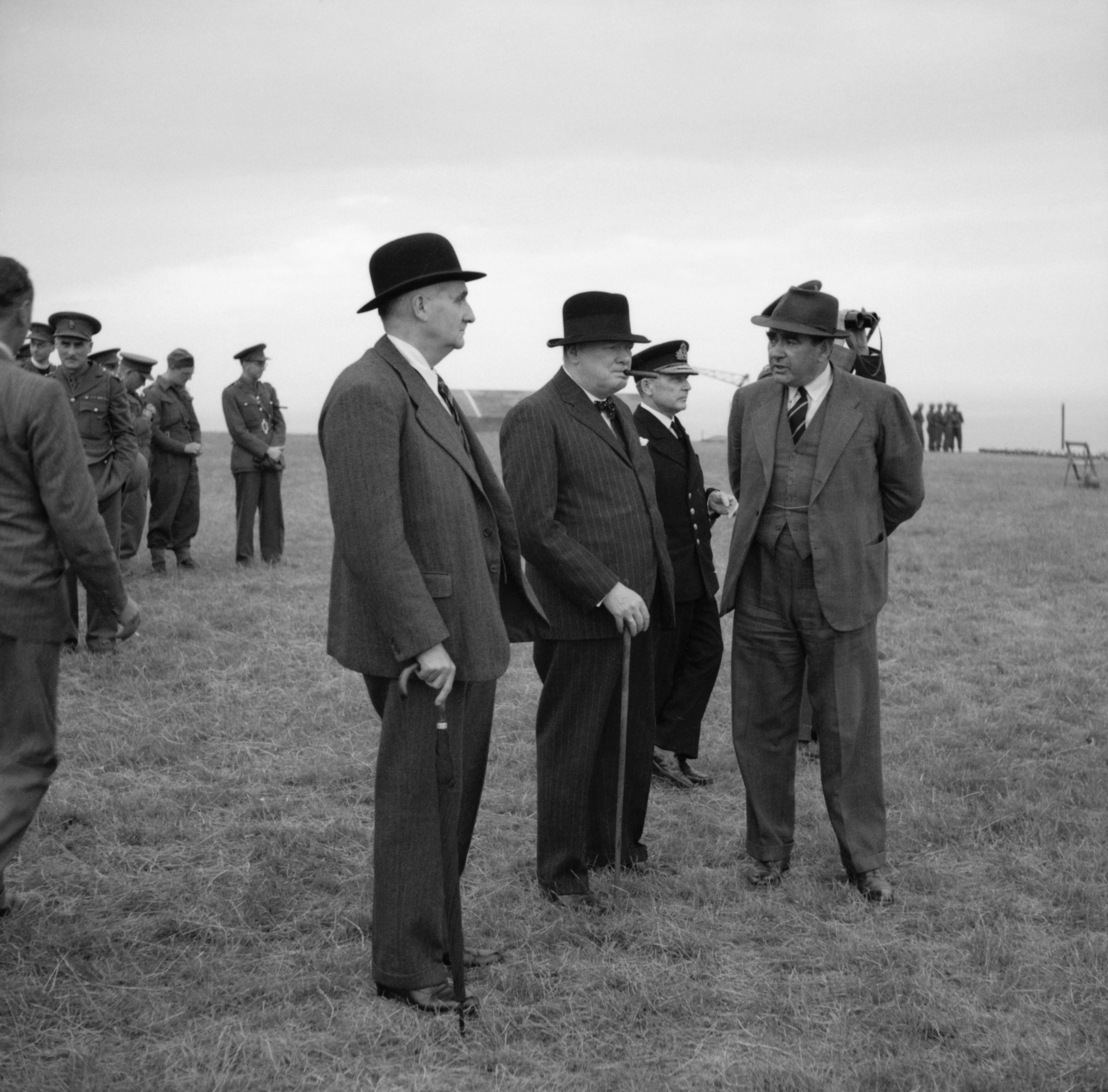
Cherwell, conseiller scientifique de Winston Churchill, au premier plan.

Roosevelt considère cette offre comme suffisamment importante pour faire remettre la lettre en mains propres par Frederick Hovde, le chef de mission de la NDRC à Londres, mais Churchill ne donne pas suite à cette proposition avant décembre. Il assure Roosevelt de sa volonté de collaborer et l'informe que Hovde discute de la question avec John Anderson et Cherwell, un conseiller de Churchill. La commission MAUD examine la question de la collaboration avec les États-Unis, et conclut que si des usines de séparation des isotopes peuvent être établies au Royaume-Uni, des installations de production à grande échelle devaient être construites aux États-Unis. Les Britanniques expriment leurs inquiétudes quant à la sécurité du projet américain. Ironiquement, c'est le projet britannique qui a déjà été infiltré par des espions. John Cairncross remet à l'Union soviétique une copie du rapport de la commission MAUD. Bien qu'ils n'en aient pas fait part aux Américains, les Britanniques ont d'autres inquiétudes quant à ce qui pourrait se passer après la guerre si les Américains ne participent pas aux affaires militaires de la Grande-Bretagne. Le projet de coopération échoue : les échanges entre les Britanniques et les Américains se poursuivent, mais leurs programmes restent distincts.
Le bombardement sur Pearl Harbor, le 7 décembre 1941, fait entrer les États-Unis dans la Seconde Guerre mondiale. Des bombes sont fabriquées en grande quantité l'année suivante car les contrats avec l'OSRD expirent fin juin 1942 et les matières premières sont rares. Il est convenu qu'en 1942-1943, l'armée américaine financera 53 millions de dollars sur un programme militaire de 85 millions de dollar. Le 18 juin 1942, le colonel américain James C. Marshall reçoit l'ordre d'établir son quartier général au 18e étage de la 270 Broadway à New York, sous le nom « Manhattan Engineer District », suivant la pratique habituelle d'utiliser le nom du Corps du génie de l'armée des États-Unis. En septembre 1942, Bush et Conant estiment que l'armée doit prendre le relais du quartier général, ce qui est approuvé par le président le 17 juin 1942.
Les scientifiques britanniques qui visitent les États-Unis en 1942 sont stupéfaits des progrès du projet pour la bombe atomique. Le 30 juillet 1942, Anderson informe Churchill :

« Nous devons admettre que notre travail de pionnier est un atout de moins en moins important et que, si nous ne le mettons pas rapidement à profit, nous serons dépassés. Nous avons maintenant une réelle contribution à apporter à une fusion. Bientôt, nous en aurons peu ou pas du tout. »

Cependant Bush et Conant ont déjà décidé que l'aide britannique ne serait plus nécessaire. En octobre 1942, ils ont convaincu Roosevelt que les États-Unis doivent développer la bombe atomique de manière indépendante, malgré l'accord d'échanges scientifiques entre les États-Unis et la Grande-Bretagne.
Peu après, la direction des Tube Alloys s'interroge quant à la capacité de la Grande-Bretagne à produire une bombe sans l'aide des Américains. Il est estimé qu'une centrale nucléaire produisant 1 kg d'uranium de qualité militaire par jour coûterait jusqu'à 3 millions de livres sterling en recherche et développement et que sa construction en temps de guerre coûterait jusqu'à 50 millions de livres sterling. Un réacteur nucléaire permettant de produire 1 kg de plutonium par jour devrait être construit au Canada. Sa construction prendrait jusqu'à cinq ans et coûterait 5 millions de livres sterling. Le projet nécessiterait également des installations pour produire l'eau lourde nécessaire au réacteur, qui coûteraient entre 5 et 10 millions de livres sterling, et pour produire de l'uranium métal, qui coûteraient 1,5 million de livres sterling. Le projet doit bénéficier d'une priorité absolue, car il est estimé que 20 000 travailleurs qualifiés sont nécessaire, ainsi que 500 000 tonnes d'acier et 500 000 kW d'électricité. Il en ressort que, pour que le projet soit lancé et mené à son terme, les Anglais devraient impérativement faire un effort pour coopérer avec les États-Unis.
En mars 1943, Bush et Conant concluent que l'aide britannique, en particulier celle de certains scientifiques, sera bénéfique dans certains domaines du projet. Bush, Conant et Groves souhaitent que les physiciens britanniques James Chadwick et Rudolf Peierls discutent de la conception de la bombe avec Robert Oppenheimer, ainsi qu'avec l'entreprise KBR.

## Négociations

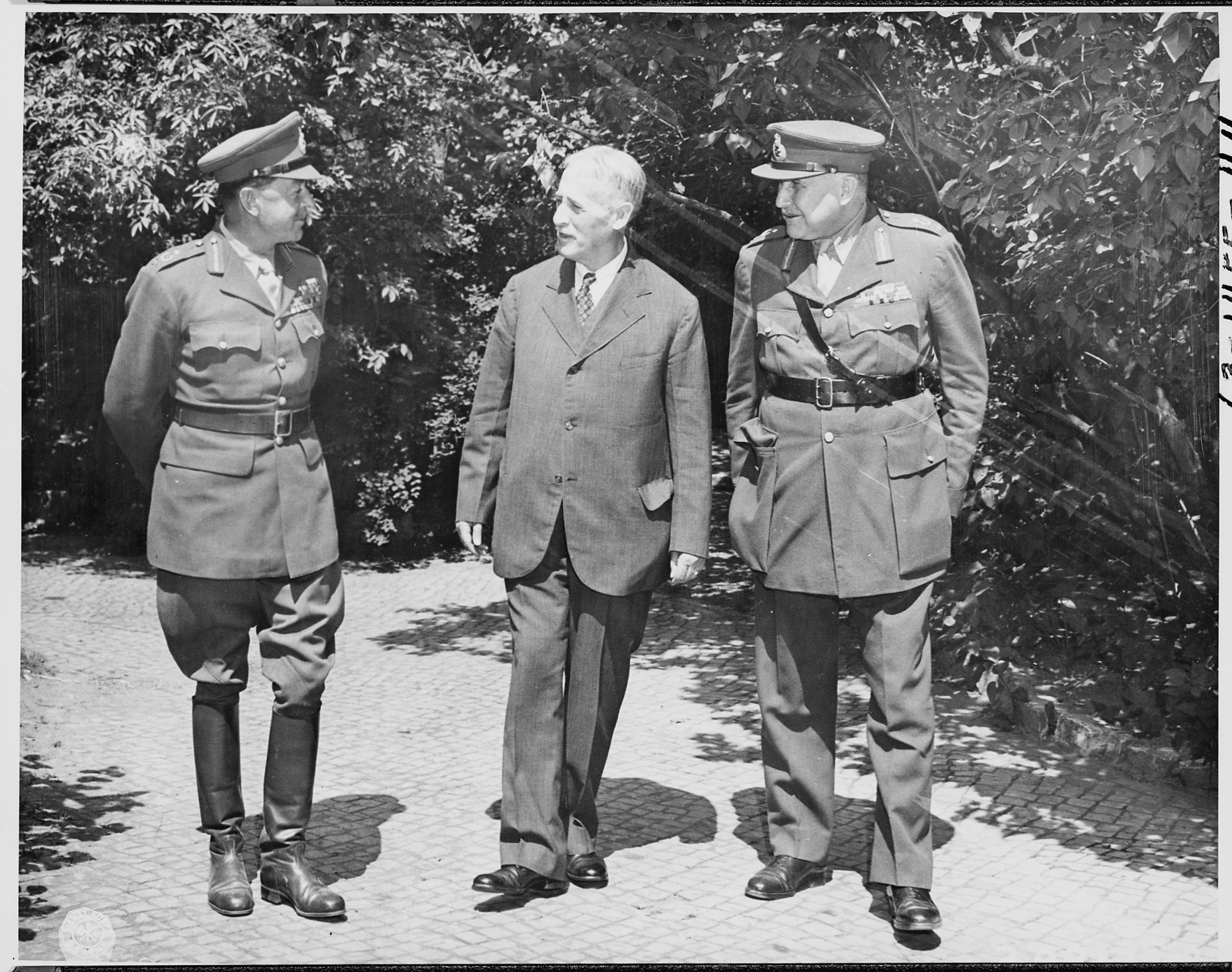
Henry Lewis Stimson (au centre) avec les field marshals Harold Alexander (à gauche) et Henry Maitland Wilson (à droite).

Churchill aborde la question d'une collaboration avec Roosevelt lors de leur rencontre à la Conférence de Washington le 25 mai 1943. Une réunion est organisée l'après-midi même entre Cherwell et Bush à la Maison-Blanche, sous le regard d’Hopkins. Cherwell explique que l'intérêt de la Grande-Bretagne pour l'après-guerre porte sur les armes nucléaires, et non sur les opportunités commerciales,. Churchill et Roosevelt conviennent que l'échange d'informations doit être revu à la hausse et que le projet de bombe atomique doit être commun,. Hopkins envoie le 17 juin à Churchill un télégramme confirmant cette décision, mais la politique américaine ne change pas,. Lorsque Churchill insiste pour que des mesures soient prises, Hopkins conseille à Roosevelt de tenir son engagement.
Bush se rend à Londres le 15 juillet 1943 pour assister à une réunion du Comité du ministère de la guerre britannique. Stafford Cripps l'emmène voir Churchill. Bush lui suggère d'aborder la question avec Henry Lewis Stimson, qui se trouve également à Londres. Churchill le fait le 17 juillet. Le 20 juillet, Roosevelt écrit à Bush pour qu'il renouvelle, plus spécifiquement, l'échange avec le gouvernement britannique concernant le projet Tube Alloys. Mais, comme Bush est à Londres, il ne lit la lettre que plusieurs jours après. Stimson, Bush et l'assistant spécial de Stimson, Harvey Bundy, rencontrent Churchill, Cherwell et Anderson au 10 Downing Street à Londres le 22 juillet. Aucun d'entre eux n'est au courant que Roosevelt a déjà pris sa décision.
Après que Stimson a conclu les échanges avec les Britanniques sur la nécessité de programmer l'invasion de la France, il hésite à donner l'impression d'être en désaccord avec eux et, contrairement à Bush, Stimson est sensible aux insinuations selon lesquelles la Grande-Bretagne est traitée injustement. Bush propose alors un plan, que Stimson doit soumettre à l'approbation du président.
Anderson rédige alors un accord, que Churchill reformule,. Lorsque Conant a connaissance de l'accord, il ne souhaite plus faire partie de l'accord. Anderson arrive à Washington avec le projet le 5 août, et le passe en revue avec Conant et Bush avec l'aide d'un journal britannique. Du point de vue américain, le projet ne contient rien qui contredise la politique existante. Anderson obtient une concession importante : la création d'un comité de politique mixte chargé de superviser le projet et composé de représentants des États-Unis, de la Grande-Bretagne et du Canada. Les objections de Conant quant aux dispositions proposées par Anderson pour l'échange d'informations sont satisfaites par l'attribution de cette tâche au Comité. Stimson, le général George Marshall et le contre-amiral William Purnell relisent le document et apportent des modifications mineures, puis celui-ci est envoyé à l'ambassade britannique pour approbation.

## Accord

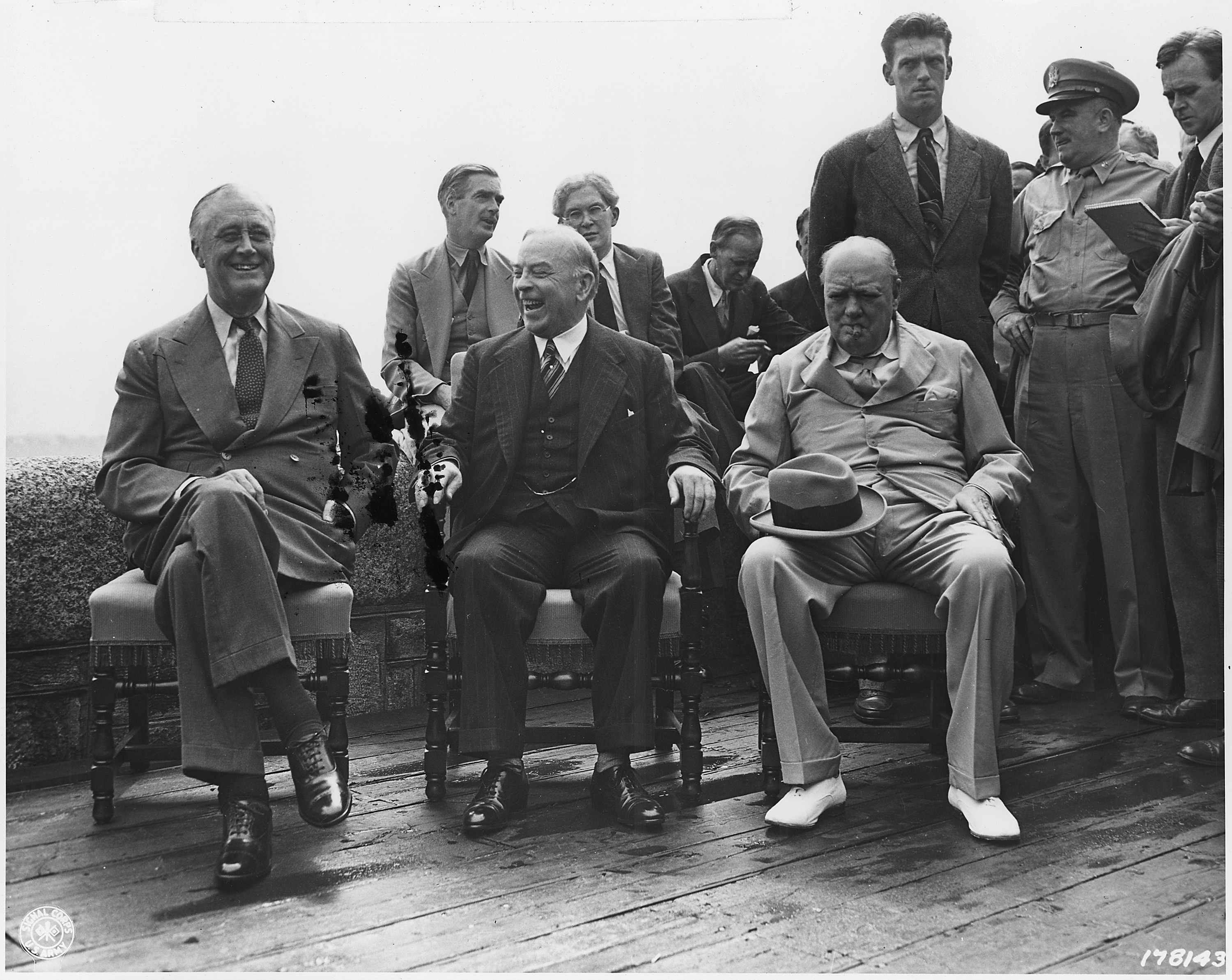
Conférence de presse à la Citadelle de Québec lors de la conférence Quadrant.

Une conférence est rapidement mise en place car Roosevelt, Churchill et leurs conseillers politiques et militaires convergent pour la conférence Quadrant à la Citadelle de Québec avec Mackenzie King. La plupart des discussions portent sur la future invasion de la France. Bien que l'accord de Québec soit un accord bilatéral dont le Canada n'est pas signataire, les Britanniques estiment que la contribution du Canada au projet Tube Alloys est suffisamment importante pour qu'elle soit nécessaire. Il est donc demandé à Mackenzie King de désigner un membre canadien du Comité ; il choisit Howe, ministre canadien des Munitions et des Approvisionnements. Stimson, Bush et Conant seront les membres américains, tandis que le Field Marshal, John Dill et le colonel Llewellin sont les membres britanniques.
Le 19 août, Roosevelt et Churchill signent l'accord de Québec, dactylographié sur quatre pages de papier, et officiellement intitulé « Articles of Agreement governing collaboration between the authorities of the USA and UK in the matter of Tube Alloys ». Le Royaume-Uni et les États-Unis conviennent qu'il est important de mener à bien le projet le plus vite possible et que le meilleur moyen d'y parvenir est de mettre leurs ressources en commun. L'accord de Québec stipule que :
- les États-Unis et le Royaume-Uni doivent mettre en commun leurs ressources pour développer des armes nucléaires en échangeant librement des informations ;
- aucun des deux pays ne doit les utiliser contre l'autre ;
- aucun pays ne doit les utiliser contre d'autres pays sans le consentement de l'autre ;
- aucun pays ne doit transmettre d'informations sensibles à d'autres pays sans autorisation préalable ;
- la production devant coûter cher aux États-Unis, le président américain peut limiter les utilisations commerciales ou industrielles de l'énergie atomique par les Britanniques après la guerre[O 69].

La seule partie de l'accord de Québec qui gêne Stimson est le fait qu'il faut un consentement mutuel avant l'utilisation d'une bombe atomique. Si le Congrès en avait pris connaissance, il n'aurait pas soutenu l'accord. Le veto américain sur les utilisations commerciales et industrielles britanniques d'après-guerre montre que la Grande-Bretagne fait partie de la Grand Alliance. Churchill, en particulier, considère l'accord de Québec comme le meilleur qu'il pouvait conclure dans les circonstances. Margaret Gowing note que l'idée d'une dissuasion indépendante est déjà bien ancrée.
L'accord de Québec est un accord secret. Ses termes ne sont connus que de quelques initiés, et son existence même n'a pas été révélée au Congrès américain. Le Joint Committee on Atomic Energy reçoit un résumé oral le 12 mai 1947. Le 12 février 1951, Churchill écrit au président Harry Truman pour obtenir la permission de le publier, mais celui-ci refuse. Churchill l'omet donc de ses mémoires. L'accord reste secret jusqu'à ce que Churchill le dévoile devant la House of Commons le 5 avril 1954,.

## Hyde Park Aide-Mémoire

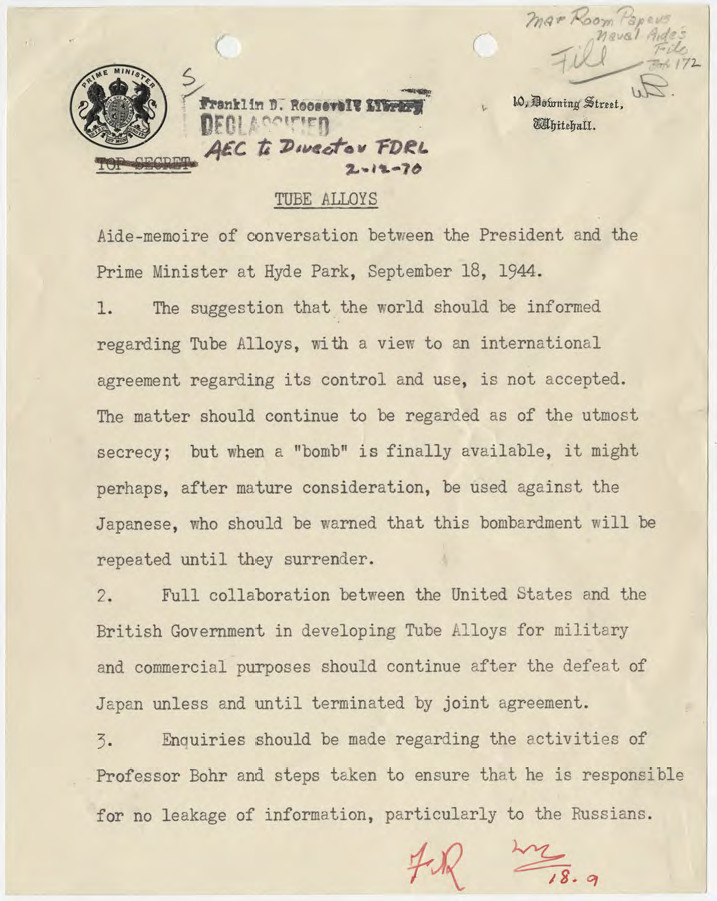
Un des deux exemplaires du Hyde Park Aide-Mémoire.

Un des exemplaires de l'accord de Québec se trouve à la Franklin D. Roosevelt Presidential Library and Museum. L'aide-mémoire est édité en deux exemplaires seulement. Sur l'exemplaire conservé par le gouvernement britannique, il y a une note du principal secrétaire privé de Churchill : « actually 19th John Miller Martin ».
| Image externe |                                   |
|               | Le Hyde Park Aide-Mémoire, annoté |

En septembre 1944, une deuxième conférence à lieu à Québec. Par la suite, Roosevelt et Churchill se voient à New York. Ils discutent de la collaboration d'après-guerre sur les armes nucléaires et, le 19 septembre, signent le Hyde Park Aide-Mémoire, détaillant l'accord résultant de leurs discussions. L'essentiel de cet accord porte sur les réflexions de Bohr sur le contrôle international.
Parmi les conseillers de Roosevelt, seuls Hopkins et l'amiral William Leahy sont au courant de l'existence de cet accord. Lorsque Wilson cherche le Hyde Park Aide-Mémoire lors d'une réunion du Comité en juin 1945, l'exemplaire est introuvable. Les Britanniques en envoient donc une copie à Stimson le 18 juillet,. Cependant Groves a des doutes quant à l'authenticité du document jusqu'à ce que le document original soit retrouvé plusieurs années plus tard dans les papiers de Wilson Brown,.

## Fin de l'accord de Québec

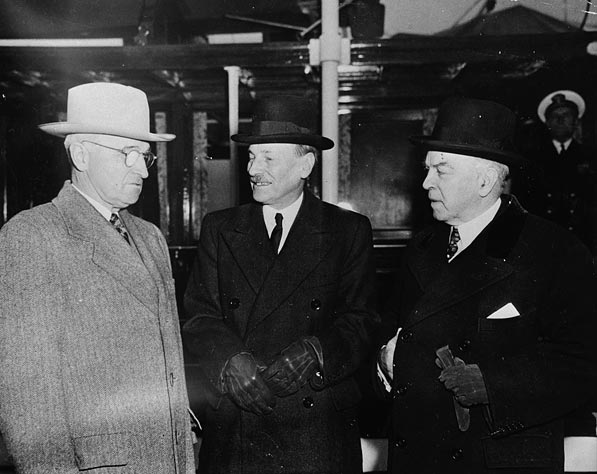
Le président Harry Truman et les premiers ministres Clement Attlee et Mackenzie King.

Truman succède à Roosevelt à la mort de ce dernier le 12 avril 1945. Clement Attlee, qui avait remplacé Churchill au poste de premier ministre en juillet 1945, Mackenzie King et James F. Byrnes conviennent lors d'une croisière de revoir et d’essayer d'améliorer l'accord de Québec,. Ils s’entendent pour conserver le comité MAUD. L'exigence de l'accord de Québec concernant le consentement mutuel avant l'utilisation des armes nucléaires est remplacée par une exigence de consultation préalable. Patterson apporte le communiqué à la Maison Blanche, où Truman et Attlee le signent le 16 novembre 1945.
Le nouveau projet, qui conduit à la révocation de l'accord de Québec, est approuvé le 4 décembre 1945.
La réunion suivante n'aboutit à aucun accord sur la collaboration et donne lieu à un échange tendu entre Truman et Attlee. Le 20 avril, Truman envoie un télégraphe dans lequel il écrit qu'il ne considère pas que le communiqué oblige les États-Unis à aider la Grande-Bretagne à construire une centrale nucléaire,. La réunion concerne en grande partie l'attribution du minerai d'uranium car, pendant la guerre, la Grande-Bretagne, qui ne l’utilisait pas, l’envoyait aux États-Unis mais, après la guerre, le projet atomique britannique en a également besoin. Finalement, Chadwick et Groves concluent un accord selon lequel le minerai serait partagé équitablement.

### Trahison et loi McMahon
La défection d'Igor Gouzenko et la condamnation pour espionnage d'Alan Nunn May rendent politiquement impossible l'échange d'informations entre les États-Unis et le Royaume-Uni. Le Congrès, qui ignore l'existence de l'aide-mémoire de Hyde Park en raison de la perte de la copie américaine, adopte une nouvelle loi : la loi McMahon, entrée en vigueur le 1er janvier 1947, qui met fin à la coopération technique entre les deux pays. Après la fin de celle-ci, les informations de l’accord sont classées secrètes, si bien que les alliés des États-Unis ne peuvent plus y accéder. Les scientifiques travaillant encore se voient ainsi refuser l'accès aux documents qu'ils ont rédigés quelques jours auparavant. La loi McMahon alimente le ressentiment des scientifiques et des fonctionnaires britanniques, ce qui conduit la Grande-Bretagne à développer ses propres armes nucléaires. Aux États-Unis, le veto britannique sur l'utilisation des armes nucléaires fait scandale lorsque le comité MAUD est informé de l'accord de Québec le 12 mai 1947, ce qui entraine d'intenses pressions jusqu'à ce que Truman renonce à cette décision. Le 7 janvier 1948, Bush, James Fisk, John Cockcroft et Mackenzie concluent un accord sous le nom de modus vivendi, permettant l'échange d'informations non confidentielles,. Le modus vivendi est un document classé top secret.
Avec l'arrivée de la guerre froide, l'enthousiasme des États-Unis pour une alliance avec la Grande-Bretagne s'est également estompé. En effet, un sondage réalisé en septembre 1949 révèle que 72 % des Américains sont contre le partage des informations avec la Grande-Bretagne,. Le développement de la dissuasion nucléaire britannique conduit à la modification de la loi McMahon en 1958 et à la reprise de l'accord nucléaire entre l'Amérique et la Grande-Bretagne dans le cadre de l'accord de défense mutuelle entre les États-Unis et le Royaume-Uni de 1958.